# Laguna de Barlovento
La laguna de Barlovento es un embalse situado en un cráter en el municipio español de Barlovento, en la isla de La Palma, Canarias. Se encuentra a 600 metros de altitud, junto a la Montaña de Barlovento (716 metros). .

## Historia
En el interior del cráter había una charca junto a la cual se cultivó durante muchos años. En 1970, ante la demanda de agua para las plantaciones de plátano de la costa del municipio de Barlovento, así como del sureste de la isla, se proyectó un embalse con capacidad de 5.000.000 m³, el mayor de Canarias en aquel entonces. Para ampliar su capacidad, se extrajo tierra del interior del cráter.
La laguna de Barlovento se ha convertido en una zona de reclamo turístico. Junto a ella existen una zona de acampada y un parque recreativo dentro de un entorno húmedo de faya-brezal.
La laguna de Barlovento sufrió una grave rotura el 16 de abril de 2011, perdiendo miles de metros cúbicos de agua.